# Gura Racului, Dolj
Gura Racului este un sat în comuna Bulzești din județul Dolj, Oltenia, România. Bătrânii povestesc cum așezarea a fost strămutată acum mai bine de 200 de ani din cauza strigoilor.